# Ernest Vandenpeereboom
Ernest Louis Vandenpeereboom (Kortrijk, 12 juli 1807 - Ieper, 11 november 1875) was een Belgisch volksvertegenwoordiger.

## Levensloop
Hij was een zoon van François Vandenpeereboom en van Marie-Thérèse Laloy. Hij bleef vrijgezel. Hij was een oom van Jules Vandenpeereboom.
Hij promoveerde tot doctor in de rechten (1838) aan de Katholieke Universiteit Leuven. Hij begon industriële activiteiten in de textielsector.
Van 1836 tot 1845 was hij gemeenteraadslid van Kortrijk. In 1841 werd hij verkozen tot provincieraadslid en bleef dit tot in 1847. Vanaf 1844 was hij bestendig afgevaardigde, tot hij ontslag nam om arrondissementscommissaris te worden in Kortrijk (1847-1848).
In 1848 werd hij verkozen tot liberaal volksvertegenwoordiger voor het arrondissement Kortrijk en vervulde dit mandaat tot hij in 1854 verslagen werd. In 1857 werd hij opnieuw verkozen tot volksvertegenwoordiger, ditmaal voor het arrondissement Gent, en bleef dit tot in 1870. Hij was ondervoorzitter (1860-1862) en voorzitter (1863-1867) van de Kamer.

## Publicaties
- De la réforme du recrutement et des lois de milice, 1852.
- Du gouvernement représentatif en Belgique (1831-1848), 2 vol., 1856.
- Notice sur l'Assemblée de la Westflandre, dite Vergaderinge van West-Vlaanderen, 1789-1794, 1886.
- Recherches surla draperie et la gilde ou corporation des drapiers d'Ypres (...), 1875